# Makilala
Makilala est une localité de la province de Cotabato, aux Philippines. En 2015, elle compte 83 851 habitants.